# Mikófalva megállóhely
Mikófalva megállóhely az Füzesabony–Putnok-vasútvonal egyik vasúti megállóhelye volt, mely 1922-ben létesült, hivatalosan 1982. október 10-én szűnt meg.

## Története
A Füzesabony–Putnok-vasútvonal Mónosbél vasútállomás és Bélapátfalva vasútállomás között mai állapottal szemben eredetileg Mikófalvát is érintette, de a faluban vasúti megállóhelyet nem nyitottak. Erre csak 1922 júniusában került sor. Ekkor a faluban elkezdték a Mikófalvi Passiójátékok nevű rövid életű rendezvénysorozatot, ehhez kapcsolódóan a MÁV engedélyezte az ideiglenes Mikófalva-Passió játékok nevű megálló létesítését. 1923. július 25-étől állandó megállóhely, ekkortól Mikófalva passiójátékok, 1924. június 1-jétől Mikófalva volt a neve. A megállóhely megszűnését az okozta, hogy Mónosbél és Bélapátfalva közti, addig kanyargós pályától keletre építettek egy egyenes összekötő szakaszt a Bélapátfalvi Cementgyár tehervonatai számára, mely Mikófalvát már nem érintette. A megálló megszűnésétől tartó utazóközönségnek tett ígéretek ellenére (hogy ugyanis bár a tehervonatok az új nyomvonalon járnak majd, de a személyvonatok a régi pályán, Mikófalván megállva fognak járni) 1982. október 7-én járt utoljára vonat a régi nyomvonalon, október 11-én, a hivatalos utolsó nap utáni napon már bontották a régi pályát. A megálló épületében ezután postahivatal nyílt.